# マップ (Apple)
マップ（英: Maps、Appleマップとも呼ばれる）は、Appleが運営・開発する地図アプリケーション。iOS、iPadOS、macOS、watchOSのデフォルトの地図アプリケーションである。
地図のほか、自動車、徒歩、および公共交通機関のナビゲーションや到着推定時刻を提供する。また、建物や構造物のモデルで構成された3D風景の中で探索できる機能「Flyover」モード、360度の周囲の景色の画像を見渡しながらスムーズに移動することができる「Look Around」機能もある（日本を含む一部の地域のみ）。

## 概要
このアプリケーションがiPhone OS（後のiOS）に搭載されるようになったのは初代iPhoneが発売された2007年6月29日であり、当時はGoogle マップが使われていた。
2012年6月11日に開催されたApple Worldwide Developers Conference (WWDC) 2012での基調講演にてスコット・フォーストールは新バージョンはGoogle マップの使用を止め、オランダのナビゲーションシステムメーカーであるTomTomのデータを使用したApple独自の地図を使用することを発表した。
2012年9月19日、AppleはiOS 6で自社製のマップサービスをリリースし、Google マップをiOSのデフォルトのマップサービスから置き換えた。最初のリリースでは、不正な方向、公共交通機関のユーザーに対するサポートの欠如、およびその他のさまざまなバグやエラーについて、ユーザーやメディアから大量の批判を受けた。Appleはこれらの批判に対してマップ精度の改善に取り組んだ。
その後、iOS 7.x以降はマップは急速に改善し、iOS 11.xでは高機能で実用的な地図アプリとなっている。

## 沿革

### 初期リリース

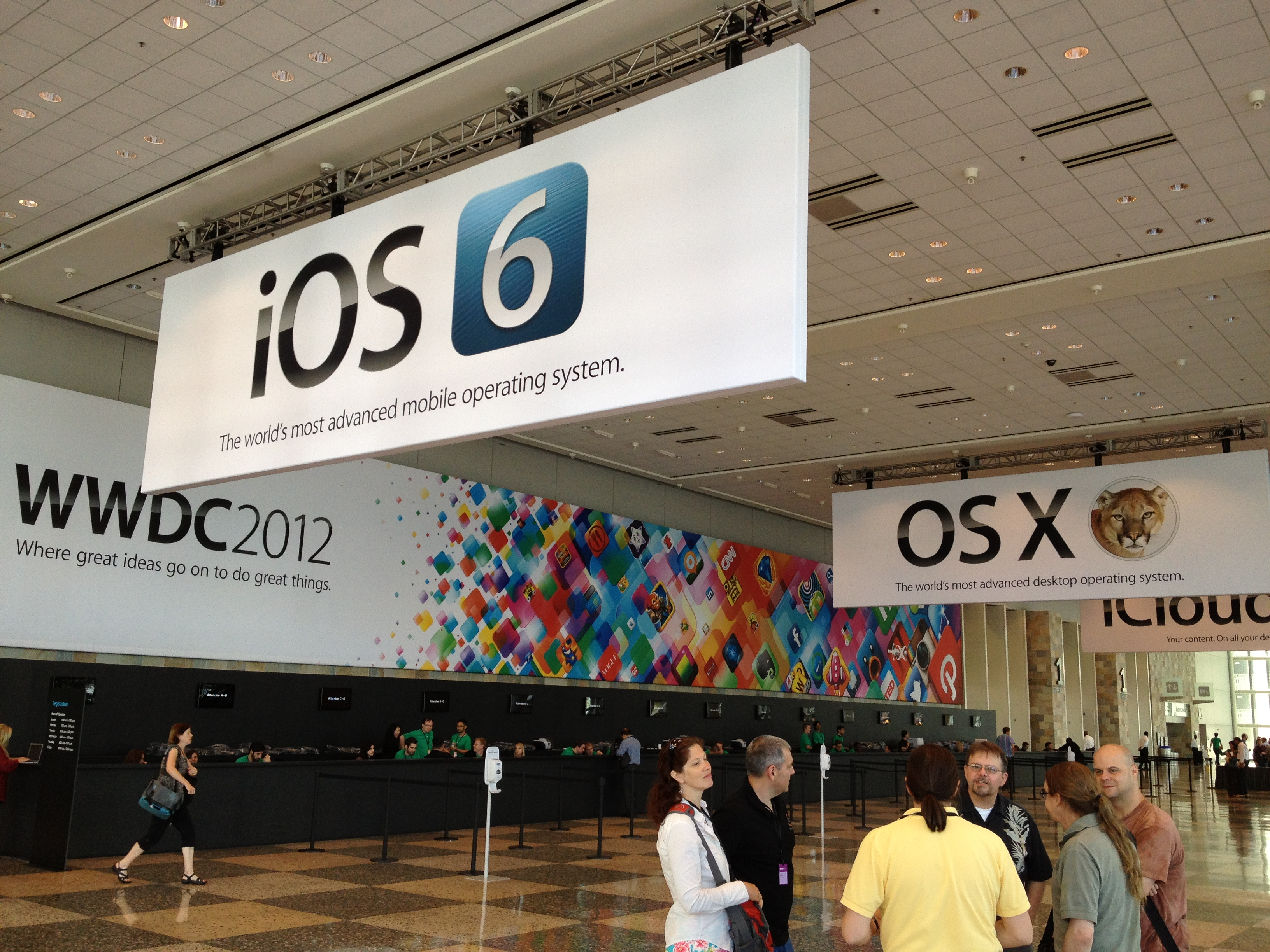
6月11日に開催された Apple Worldwide Developers Conference 2012（WWDC）にて、iOS 6、OS X Mountain Lion、iCloudとともにAppleマップが発表された

2012年6月11日、Apple Worldwide Developers Conference（WWDC）において、Appleは「Appleマップ」の初期リリースを発表し、iOS 6以降のデフォルトのウェブマッピングサービスとして、Google マップに取って代わることを発表した。また、ターンバイターンナビゲーション、3Dマップ、Flyover、AIアシスタントのSiriが含まれると発表した。さらに、iPhoneユーザーがロック画面からナビゲーションが可能になると述べた。2012年9月19日に正式にリリースされたが、正確性に欠けていたため、激しく批判された。2012年9月28日、AppleCEOのティム・クックは、マップアプリについて公式サイトで謝罪すると共に、Appleが地図を改善するまで、iOS 6ユーザーにGoogle マップなど「サードパーティー製の地図アプリケーションを使用することを提案する」メッセージを、自社公式ウェブサイトに掲載した。それでも全世界的にも不具合報告やユーザーからの苦情が多発、Apple上級副社長のスコット・フォーストールを解雇する事態に発展した。
iOS 6以前まではGoogle マップがデフォルトの地図アプリケーションとされていた。2009年後半、Android版のGoogle マップにiOS版にはなかったターンバイターンナビゲーション機能が搭載されたことで、GoogleとAppleの間で緊張が高まり始めた。当時、AppleはGoogleがあまりにも多くのユーザーデータを収集していると主張した。その後、独自のマップを搭載したiOS 6をリリースし、Google マップはウェブからしかアクセスできなくなった。GoogleはすぐにiOS版の地図アプリを立ち上げなかったが、Appleマップの発表直後に、Googleは仮想地球儀アプリのGoogle EarthにAppleマップのFlyover機能に相当する機能を追加した。その3カ月後の2012年12月、Google マップはApp Storeでリリースされた。このバージョンのGoogle マップは、以前とは異なり、ターンバイターンナビゲーション機能を備えていた。リリースされて間もなく、Google マップはApp Storeで最も人気のある無料アプリとなった。
Appleが独自の地図サービスを作る憶測が飛び交ったのは、2009年7月にAppleがオンライン地図サービスのPlacebaseを買収したとコンピュータ誌Computerworldが報じたことがきっかけだった。それ以来、Placebaseの最高経営責任者はAppleの「Geoチーム」の一員となった。その後の2年間で、Appleは3D地図に特化した地図関連企業をさらに2社買収した。2010年にはPoly9、2011年にはC3 Technologiesを買収した。C3 Technologiesの画像は、後にマップのFlyovers機能に使用された。2011年初頭、AppleはiPhoneユーザーのために「今後数年で改善される交通サービス」を作るために位置情報を収集しているとウェブサイト上で述べ、地図サービスの計画を示した。Appleマップがリリースされた2012年9月には、GoogleとAppleマップの両方に関係する情報源が、AppleがGoogle マップで働く従業員を募集しているとTechCrunchに主張していた。

### 2012年 - 2015年
リリースから1年後には、Appleマップは様々なエラーを解決するための多くの改善を受けた。その他の変更点としては、衛星画像の追加や、より多くの都市でナビゲーションを利用できるようにしたことなどが挙げられる。2013年には、マップを改善するために、HopStop、Embark、WifiSlam、Locationary、BroadMapを買収した。HopStopとEmbarkはともに公共交通機関のマッピングを専門とし、WifiSlamはインテリアマップを専門とし、Locationaryはマッピングサービスのために正確な企業データを提供し、BroadMapは地図データの管理、ソート、分析を行っていた。
2013年6月のWWDCで、AppleはiOS 7に搭載されたマップの新バージョンを発表した。この新バージョンでは、外観やアイコンが一新された。また、フルスクリーンモード、ナイトモード、リアルタイムの交通情報、歩行者向けのナビゲーション、頻繁に訪れる場所を記録する機能など、多くの新機能が実装された。また、新たな衛星画像が再び追加された。2013年9月18日にiOS 7が正式にリリースされた。この時、新しく発表されたiPhone 5sには、ナビゲーションモードを調整するために、ユーザーが歩いているのか運転しているのかを識別できるモーションコプロセッサ「M7」が新たに搭載された。
同WWDCに、OS X Mavericksでデスクトップ版の初めて地図アプリケーションを利用できるようにすることを発表した。2013年10月22日にOS X Mavericksがリリースされた。デスクトップ版はiOS 7のマップと似たようなものだったが、連絡先やカレンダーアプリとの連携が可能になった。さらに、デスクトップ版では、iOSで他のデバイスに位置情報や道順を送信できるようになっていた。翌年6月には、Appleは、パーソナライズされたおすすめの場所を提供するソーシャル検索エンジンSpotsetterを買収した。
2014年9月17日、iOS 7の後継となるiOS 8が公開された。その後、10月16日にOS X Yosemiteをリリースした。どちらのアップデートでも、マップに大きな変更はもたらされなかった。しかし、iOSとOS Xの両方に「City Tours」という機能が導入された。この機能により、Flyoversで場所を案内することが可能になった。また、OS X Yosemiteの検索機能のSpotlightにもマップの結果が表示されるようになった。2014年の後半、Appleのニュースサイトの9to5Macは、この数カ月の間にマップの主要社員を含む多くの社員がUberに就職するために退職したと報じていた。翌年、2015年4月24日に発売された新型Apple WatchのOSにマップが追加された。スマートウォッチ版には、ターンバイターンナビゲーション機能が搭載されている。ユーザーの手首をタップすることでナビゲーションの指示をする。

### 2015年 - 2018年
2015年6月8日に開催されたWWDCにおいて、Appleのソフトウェアエンジニアリング担当上級副社長であるクレイグ・フェデリギが、iOS 9の新バージョンのマップに、世界の多くの都市の公共交通機関に関する情報が搭載されることを発表した。また、この機能はOS X El CapitanやwatchOS 2でも利用可能となったほか、注目スポットをいくつかのカテゴリに分けて表示する、「この周辺」機能を追加している。今回のアップデートでは、交通機関が遅れた場合、アプリケーションが迂回路を選択してくれるようになった。3つの新バージョンのOSは2015年9月に利用可能になった。これらに加え、2015年にマップをさらに改良するために数社を買収した。春には、High Integrity GPSで正確な位置情報を提供するCoherent Navigationと、同年後半にスタートアップ企業のMapsenseも買収している。後者は大量の位置データを整理するソフトウェアを開発していた。
2016年、マップは新たな開発センターを開設し、watchOSとiOS向けにアップデートされた。2016年3月にwatchOS 2.2がリリースされた際には、改良が行われた。マップはOSの新バージョンでリニューアルされ、それまでiOS専用だった「この周辺」機能をはじめとした多くの新機能が追加された。その4カ月後、ティム・クック最高経営責任者は、インドのハイデラバードにあるWaveRockのキャンパス内に、IT企業のRMSI、ノイダと提携した新オフィスを開設した。この開発センターは、マップの開発に注力しており、4,000人の従業員を雇用している。ZDNetによると、25万ft2（約2万3000m2）のオフィスの費用は2500万米ドルだったという。9月にはiOS 10がリリースされた。アップデートに伴い、マップのデザインが一新された。さらに、開発者に開放され、以前の使用状況に基づいて行くべき場所の提案を行い、駐車した場所を記憶することができ、ユーザーが検索提案をフィルタリングすることができ、ターンバイターンのナビゲーションが改善された。ナビゲーションは自動的に拡大・縮小し、前方の交通量を表示し、ルートに沿って興味のあるポイントを検索することができる。これらの機能はCarPlayにも対応している。

### 2018年 - 現在

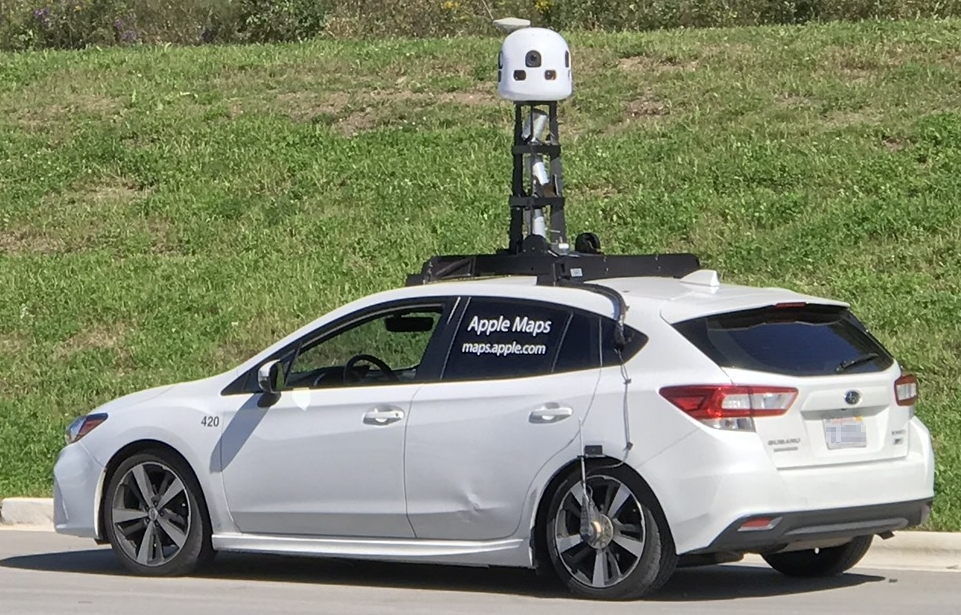
2019年9月のスバル・インプレッサのデータ・画像収集車

2018年初頭、Appleはマップが36カ国175以上の都市で、ユーザーが自転車シェアリングステーションを見つけられるようになることを発表した。これには、サンフランシスコ（GoBike）、ニューヨーク（Citi Bike）、モントリオール（BIXI）、ロンドン（Santander）、パリ（Velib）、ブリスベン（CityCycle）が含まれる。
2018年夏、インターネットソフトウェアおよびサービス担当上級副社長であるエディー・キューは、Appleが過去4年間静かに独自に収集してきた地図データを使い「いちから」再構築したマップのロールアウトを発表した。これまでは、TomTomなどのサードパーティ製のデータに頼っていた。新しいデータを含む微細化されたマップは、サンフランシスコのベイエリアから始まり、その後北カリフォルニアに拡大している。新しいマップデータはiOSのアップデートとは別に行われており、Apple WatchやMacにも表示される。ある利用者は、微細化されたマップには「植生の詳細の驚異的な量」が含まれていると指摘し、道路間の草むらや植生が細かく表示されている。
2018年11月、Appleはウェブサイト上で、マップの歩道や徒歩ナビゲーションを改善する試みとして、リュックを背負ったチームをロサンゼルス、サンフランシスコ、サンタクララ郡などのさまざまな場所に派遣することを明らかにした。
2020年4月9日現在、アメリカ合衆国では50州すべて、コロンビア特別区、ほとんどの米国領土で詳細な地図が公開されている。リリース時に、ヨーロッパは同年後半に微細化されたマップに更新されると述べた。2020年時点で訪問された国は、イタリア、スペイン、ドイツ、フランス、イギリス、日本などを含む。2020年6月22日に開催されたWWDCでは、同年後半にイギリス、アイルランド、カナダが最初に微細化されたマップに更新されることを発表した。
2020年8月5日にマップは日本向けに大幅な改良をし、より精細な地図が表示されるようになり、一部の地域で歩道を詳細に確認できるようになったり、微細化されたマップと同じような表示になったりした。また、これに伴いLook Around機能も東京都、大阪府、京都府、名古屋市と各周辺地域で利用可能になった。
2020年9月、iOS 14、iPadOS 14、watchOS 7の一般リリースと同時に、サイクリング案内がマップに追加された。リリース時点では、ニューヨーク、ロサンゼルス、サンフランシスコ、上海、北京の各都市でしか利用できないが、Appleは今後さらに追加していく予定とされている。同月末、Appleはイギリスとアイルランドでアップデートを行い、Look Aroundとサイクリング案内を追加した。2020年10月19日、Appleはカナダ向けの新しい地図のテストを開始し、12月初旬に最終バージョンを公開した。
2021年4月22日、Appleはスペインとポルトガルでより精細な地図のテストを開始し、最終バージョンは2021年6月7日に開催されるAppleのWWDC（世界開発者会議）で公開された。さらにAppleは、イタリアとオーストラリアにも年内により精細な地図を配信することを発表した。
2024年7月24日ベータ版のウェブ版を公開した。

## 機能
Appleマップは、ベクター画像を使用しているため、アプリケーションソフトウェアは2012年9月時点のGoogle マップよりも少ないデータで使用できた。マップには、レギュラー・マップ、サテライト・ビュー（航空写真）、ハイブリッド・ビュー（レギュラー・ビューとサテライト・ビューの組み合わせ）、および公共交通機関ビューの4つのレイヤーがある。地図データの主要プロバイダーはTomTomだが、データは自動車ナビゲーションデータ、ヘキサゴン、Intermap Technologies、オープンストリートマップ、Wazeでも提供されている。Appleは2015年にTomTomと契約を更新した。TomTomは、Tele Atlasの親会社であり、Google マップでも使用されている。衛星画像はデジタルグローブのものを使用している。中華人民共和国では、代わりにAutoNavi, MapKing (Hong Kong)のデータを使用している。
Appleのマップを使って経路を検索することができる。ナビゲーションサービスは、車両、歩行者、公共交通機関のための音声による案内を備えたターンバイターンナビゲーションがある。Appleによると、ナビゲーション機能は世界中の56カ国で利用可能である。Appleのマップは、リアルタイムの交通情報を表示する事も可能である。さらに、AppleのバーチャルアシスタントSiriは、Appleのマップに統合されている。このマップは、Booking.com、Foursquare、TripAdvisor、Yelpを含む約20社が提供するランドマークポイントを表示する。Foursquareのデータは2015年後半に追加された。ユーザーは後で検索できるように、地図上にピンをドロップして場所を保存できる。衛星ビューには、指定された場所を3次元衛星ビューで表示するFlyoverがある。

### Flyover
Flyoverでは、大都市やランドマークを中心とした特定の場所を俯瞰的に見ることができる。立体的な景色は写真のようにリアルで、ユーザーは視点を変更することができる。Flyoverは、マップの最初のリリース時から利用できるようになっている。また、Flyoverがある都市の多くには、City Tours機能もある。この機能では、Flyoverでその場所のランドマークに沿って案内される。City Toursは、iOS 8（2014年9月17日リリース）とOS X Yosemite（2014年10月16日リリース）で追加された。Flyoverに加えて、約50の都市では3Dマップも搭載されている。この機能では、地図上に構造物の立体モデルを見ることができる。写真のようにリアルではないこれらのモデルは、ターンバイターンナビゲーションを利用する際にも表示される。
Flyoverは以下の都市に対応している。
| 国・地域         | 都市 |
| ---------------- | --- |
| オーストラリア   | アデレード, キャンベラ, ゴールドコースト, メルボルン, ニューカッスル, パース, シドニー, ザ・トゥエルブ・アポストルズ |
| オーストリア     | グラーツ, リンツ, ザルツブルク |
| バハマ           | フリーポート, ナッソー |
| ベルギー         | アントウェルペン, ブルッヘ, ブリュッセル, ヘント |
| カナダ           | カルガリー, モントリオール, トロント, バンクーバー |
| チェコ           | ブルノ, プラハ |
| デンマーク       | オーフス, コペンハーゲン, オーデンセ |
| フィンランド     | ヘルシンキ |
| フランス         | エクス＝アン＝プロヴァンス, アジャクシオ, アミアン, アンジェ, アヌシー, アルカション, アヴィニョン, バスティア, ブザンソン, ベジエ, ビアリッツ, ボニファシオ, ボルドー, カルヴィ, カンヌ, カルカソンヌ, シャンボール, シャトーヌフ＝デュ＝パプ, シュノンソー, クレルモン＝フェラン, コリウール, コルテ, ディジョン,アルデシュ渓谷, ヴェルドン渓谷, ラ・ロシェル, ル・マン, ランス, リール, リモージュ, リヨン, マルセイユ, ミヨー, モン・サン・ミッシェル, モンプリエ, ナント, ニース, ニーム, オマハ・ビーチ, パリ, ペルピニャン, ポン・デュ・ガール, ポルト＝ヴェッキオ, プロプリアノ, ランス, ルムーラン, レンヌ, サン＝テティエンヌ, サントロペ, ストラスブール, トゥルーズ |
| ドイツ           | アウクスブルク, ベルリン, ビーレフェルト, ブラウンシュヴァイク, ブレーメン, ケルン, ドレスデン, デュッセルドルフ, ハンブルク, ハノーファー, カールスルーエ, キール, ライプツィヒ, マンハイム, ミュンヘン, ミュンスター, ノイシュヴァンシュタイン城, ニュルンベルク, シュトゥットガルト |
| ハンガリー       | ブダペスト |
| アイルランド     | モハーの断崖, コーク, ダブリン |
| イタリア         | アンコーナ, バーリ, ボッビオ, カターニア, チッタデッラ, フィレンツェ, ジェノヴァ, メッシーナ, ミラノ, ナポリ, パドヴァ, パエストゥム, パレルモ, パルマ, パヴィーア, ペルージャ, レッジョ・ディ・カラブリア, ローマ, サンレーモ, シラクサ, タオルミーナ, トレヴィーゾ, トリノ, ヴェネツィア |
| 日本             | 会津若松市, 秋田市, 青森市, 福山市, 岐阜市, 萩市, 函館市, 浜松市, 彦根市, 姫路市, 広島市, 出雲市, 出石町, 金沢市, 北九州市, 高野山, 熊本市, 京都市, 松本市, 長崎市, 名古屋市, 那覇市, 奈良市, 新潟市, 小田原市, 岡山市, 大阪市, 堺市, 札幌市, 仙台市, 静岡市, 高松市, 東尋坊, 東京都, 富山市, 津市, 角島, 四日市市 |
| メキシコ         | アカプルコ, サンルーカス岬, チチェン・イッツァ, クエルナバカ, クリアカン, エンセナーダ, グアダラハラ, グアイマス, エルモシージョ, ラパス, ロレト, マサトラン, メヒカリ, オアハカ, プエブラ, プエルト・バヤルタ, テオティワカン, ティフアナ, トゥルム遺跡 |
| モナコ           | モナコ |
| オランダ         | アイントホーフェン, ロッテルダム, ユトレヒト |
| ニュージーランド | オークランド, クライストチャーチ, ダニーデン, ネルソン, クイーンズタウン, ウェリントン |
| ポルトガル       | ブラガ, コインブラ, ポルト |
| 南アフリカ       | ダーバン, ケープタウン, ヨハネスブルグ, プレトリア |
| スペイン         | ア・コルーニャ, アルヘシラス, アリカンテ, アルメリア, バダホス, バルセロナ, カセレス, カディス, コルドバ, ヒホン, グラナダ, ウエルバ, ヘレス・デ・ラ・フロンテーラ, レオン, ルーゴ, マドリード, マラガ, ムルシア, パンプローナ, サラマンカ, サン・セバスティアン, セビリア, バレンシア, バリャドリッド, ビーゴ, サラゴサ |
| スウェーデン     | ヨーテボリ, ヘルシンボリ, リンシェーピング, マルメ, ストックホルム, ヴィスビュー |
| スイス           | バーゼル, ベルン |
| 台湾             | 台中市 |
| イギリス         | ベルファスト, バーミンガム, ブラックプール, イギリス領ヴァージン諸島, エディンバラ, ジブラルタル, グラスゴー, キングストン・アポン・ハル, リーズ, リヴァプール, ロンドン, マンチェスター, ミドルズブラ, ニューカッスル・アポン・タイン, ノッティンガム, プレストン, ストーク＝オン＝トレント, ストーンヘンジ, サンダーランド, ウルヴァーハンプトン |
| アメリカ         | 下記参照 |
| バチカン市国     | バチカン |

| 州・領土                 | 都市・地域 |
| ------------------------ | --- |
| アラバマ州               | モービル |
| アリゾナ州               | グランド・キャニオン, フーバーダム, パウエル湖, バリンジャー・クレーター, モニュメント・バレー, フェニックス, ツーソン |
| カリフォルニア州         | ベーカーズフィールド, サンタカタリナ島, フレズノ, ラッセン火山国立公園, ロサンゼルス, モデスト, オークランド, ピナクルズ国立公園, ポータービル, サクラメント, サンディエゴ, サンフランシスコ, サンノゼ, サウス・レイク・タホ, ストックトン, バイセイリア, ヨセミテ国立公園 |
| コロラド州               | デンバー, ロイヤルゴージ |
| フロリダ州               | ブレイデントン, フォートローダーデール, キーウェスト, マイアミ, ペンサコーラ, サラソータ, タラハシー |
| ジョージア州             | アトランタ |
| ハワイ州                 | ハワイ島, オアフ島 |
| アイダホ州               | ボイシ |
| イリノイ州               | シカゴ |
| インディアナ州           | インディアナポリス, サウスベンド |
| カンザス州               | ウィチタ |
| ケンタッキー州           | ルイビル |
| ルイジアナ州             | バトンルージュ, ニューオーリンズ |
| メイン州                 | ポートランド |
| メリーランド州           | ボルチモア |
| マサチューセッツ州       | ボストン, マーサズ・ヴィニヤード, セイラム, スプリングフィールド |
| ミシガン州               | デトロイト |
| ミネソタ州               | ミネアポリス, セントポール |
| ミズーリ州               | スプリングフィールド, セントルイス |
| ネブラスカ州             | オマハ |
| ネバダ州                 | フーバーダム, ラスベガス |
| ニューヨーク州           | オールバニ, ビーコン, バッファロー, ニューヨーク, ニューバーグ, ナイアガラの滝, ポキプシー, ロチェスター, スケネクタディ |
| ノースカロライナ州       | グリーンズボロ, ローリー |
| オハイオ州               | アクロン, シンシナティ, クリーブランド, コロンバス, トレド |
| オクラホマ州             | オクラホマシティ, タルサ |
| オレゴン州               | ポートランド, セイラム |
| ペンシルベニア州         | アレンタウン, フィラデルフィア, ピッツバーグ |
| プエルトリコ             | アグアディヤ, アレシボ, マヤグエス, ポンセ, サンフアン |
| ロードアイランド州       | プロビデンス |
| サウスカロライナ州       | チャールストン, コロンビア |
| サウスダコタ州           | ラシュモア山, ラピッドシティ |
| テネシー州               | メンフィス, ナッシュビル |
| テキサス州               | アーリントン, アマリロ, オースティン, ダラス, フォートワース, ヒューストン, サンアントニオ |
| アメリカ領ヴァージン諸島 | 全域 |
| ユタ州                   | アーチーズ国立公園, キャニオンランズ国立公園, パウエル湖, モニュメント・バレー, ザイオン国立公園 |
| ワシントン州             | シアトル, タコマ |
| ウィスコンシン州         | グリーンベイ, ミルウォーキー |
| ワイオミング州           | シャイアン, デビルスタワー |

### この周辺
iOS 9とwatchOS 2.2に「この周辺」機能を搭載した。検索に「食事」や「交通機関」など、さまざまなカテゴリーのアイコンが表示される。それぞれのアイコンをタップすると、そのカテゴリの近くにある興味のある場所が、名前、距離、Yelpのレビューとともに表示される。「この周辺」機能でターンバイターンナビゲーションを有効にすることができる。2015年9月16日にiOS 9がリリースされ、この機能はアメリカ合衆国と中国本土のみで利用可能だったが、2015年10月末にはオーストラリア、カナダ、ドイツ、フランスにも拡大されていた。2016年には、オーストリア、デンマーク、フィンランド、日本、オランダ、スイス、イギリスにも追加された。2020年6月12日、新たにアルゼンチン、ベルギー、ブラジル、クロアチア、チェコ、エルサルバドル、ギリシャ、香港、ハンガリー、インド、インドネシア、アイルランド、イタリア、マカオ、メキシコ、モントセラト、ニュージーランド、ノルウェー、フィリピン、ポーランド、ポルトガル、大韓民国、ロシア、サウジアラビア、シンガポール、南アフリカ、スペイン、台湾、タイ、トルコ、ベトナムの31カ国と地域に「この周辺」機能が追加された。

### 交通機関
様々な都市とその周辺の公共交通機関網を地図上に表示する乗換案内機能である。iOS 9（2015年9月16日リリース）、OS X El Capitan（9月30日リリース）、watchOS 2（9月21日リリース）に初めて追加された。さらに、公共交通機関のスケジュールも表示され、地下鉄や鉄道の駅の出入り口の位置も表示される。
「交通機関」は、以下の地域で利用できる。
| 国・地域           | カバレッジ                      |
| ------------------ | ------------------------------- |
| オーストラリア     | 全土                            |
| ベルギー           | 全土                            |
| ブラジル           | リオデジャネイロ州 サンパウロ州 |
| カナダ             | 全土                            |
| 中国               | 全土（中国国内のみ利用可能）    |
| チェコ             | プラハ                          |
| デンマーク         | 全土                            |
| エストニア         | 全土                            |
| フィンランド       | 全土                            |
| フランス           | 全土                            |
| ドイツ             | 全土                            |
| 香港               | 全土                            |
| ハンガリー         | ブダペストハンガリー国鉄は全土  |
| アイスランド       | 全土                            |
| アイルランド       | 全土                            |
| イタリア           | ローマ ローマ近郊鉄道では全土   |
| 日本               | 全土                            |
| リヒテンシュタイン | リヒテンシュタインバスのみ全土  |
| ルクセンブルク     | 全土                            |
| マカオ             | 全土                            |
| メキシコ           | メキシコシティ                  |
| モナコ             | 全土                            |
| オランダ           | 全土                            |
| ニュージーランド   | 全土                            |
| ノルウェー         | 全土                            |
| フィリピン         | 全土                            |
| シンガポール       | 全土                            |
| スペイン           | 全土                            |
| スウェーデン       | 全土                            |
| スイス             | 全土                            |
| 台湾               | 全土                            |
| イギリス           | 全土                            |
| アメリカ           | 全土                            |

2016年にiOS 10において日本全国の電車やバスの交通機関に対応した。情報源はジョルダンが提供している。
2016年10月2日より、アメリカ合衆国のアムトラックの全路線に対応した。2016年4月にオーストラリアのニューサウスウェールズ州のNSW TrainLinkの路線が追加された。2016年10月9日にビクトリア州（オーストラリア）のV/LINEの路線が追加された。2016年12月19日、北アイルランドを除くイギリス全域で「交通機関」機能を拡大。2017年10月16日、アイルランド島（アイルランド・英国北アイルランド）に対応。
Appleの乗換案内機能は、サードパーティ製のアプリでは利用できない。

### 屋内マップ
iOS 11では、空港やショッピングモールの屋内マップが導入された。
| 国・地域       | 空港 | ショッピングモール |
| -------------- | --- | --- |
| オーストラリア | ブリスベン空港, メルボルン空港, シドニー国際空港 | エアポート・ウェスト, ベルコナン, ブルックベイル, バーウッド, カリンデール, チャッツウッド, チェルトナム, チャームサイド, ドンカスター, イーストガーデンズ, ジーロング, ヘレンズベール, ホーンズビー, ハーストビル, コタラ, リヴァプール, メリマック, ミル・パーク, ミランダ, モデブリー, マウント・ドルイット, ナル・ワーレン, ノース・レイクス, パラマタ, ペンリス, フィリップ島, シドニー, アッパーマウントグラバット, ワンターナ・サウス, ウエスト・レイクス |
| オーストリア   | ザルツブルク空港 | |
| ブラジル       | ヴィラコッポス国際空港, グアルーリョス国際空港 | |
| カナダ         | エドモントン国際空港, ハリファックス・ロバート・L・スタンフィールド国際空港, モントリオール・ピエール・エリオット・トルドー国際空港, ケベック・ジャン・ルサージ国際空港, トロント・ピアソン国際空港, バンクーバー国際空港, ビクトリア国際空港 | カルガリー, エドモントン, モントリオール, オタワ, トロント, バンクーバー, ウィニペグ |
| 中国           | 北京首都国際空港, 長沙黄花国際空港, 成都双流国際空港, 重慶江北国際空港, 広州白雲国際空港, 杭州蕭山国際空港, 昆明長水国際空港, 南京禄口国際空港, 上海浦東国際空港, 瀋陽桃仙国際空港, 深圳宝安国際空港, 天津浜海国際空港, 蘇南碩放国際空港, 西安咸陽国際空港, 鄭州新鄭国際空港 | 北京市, 長沙市, 成都市, 重慶市, 東莞市, 仏山市, 福州市, 広州市, 杭州市, 済南市, 南京市, 上海市, 瀋陽市, 深圳市, 蘇州市, 太原市, 天津市, 温州市, 武漢市, 廈門市, 西安市 |
| 香港           | 香港国際空港 | 香港 |
| チェコ         | ヴァーツラフ・ハヴェル・プラハ国際空港 | |
| デンマーク     | コペンハーゲン空港 | |
| フィンランド   | ヘルシンキ空港 | |
| フランス       | リヨン・サン＝テグジュペリ国際空港, コート・ダジュール空港 | パリ, カレー |
| ドイツ         | ベルリン・テーゲル空港, ベルリン・シェーネフェルト空港, フランクフルト空港, ミュンヘン空港 | ボーフム, ベルリン, デュッセルドルフ, ハレ, ライプツィヒ, メンヒェングラートバッハ |
| ギリシャ       | アテネ国際空港 | |
| インド         | ケンペゴウダ国際空港, チャトラパティ・シヴァージー国際空港 | |
| インドネシア   | スカルノ・ハッタ国際空港, スパディオ空港 | |
| イタリア       | ミラノ・リナーテ空港, ミラノ・マルペンサ空港 | カステル・グエルフォ・ディ・ボローニャ, ヴィコルンゴ |
| 日本           | 中部国際空港, 東京国際空港, 成田国際空港 | 千代田区, 港区, 渋谷区, 吹田市, 豊島区 |
| オランダ       | アムステルダム・スキポール空港 | |
| カタール       | ハマド国際空港 | |
| ペルー         | ホルヘ・チャベス国際空港 | |
| フィリピン     | | タギッグ |
| ロシア         | ドモジェドヴォ空港 | |
| シンガポール   | | シンガポール |
| スペイン       | アドルフォ・スアレス・マドリード＝バラハス空港, バルセロナ＝エル・プラット空港 | ア・コルーニャ, バラカルド, バルセロナ, ビルバオ, クジェレード, ヘタフェ, ラス・ロサス・デ・マドリード, マドリード, サン・セバスティアン・デ・ロス・レイエス, ビラダカンス |
| スウェーデン   | | ソルナ |
| スイス         | ジュネーヴ空港, チューリッヒ空港 | |
| 台湾           | 台湾桃園国際空港 | |
| タイ           | | バンコク |
| トルコ         | アンタルヤ空港, イスタンブール空港, サビハ・ギョクチェン国際空港 | |
| イギリス       | ニューカッスル国際空港, ロンドン・ヒースロー空港, ロンドン・ガトウィック空港, エディンバラ空港 | リーズ, ロンドン, ハットフィールド |
| アメリカ       | ハーツフィールド・ジャクソン・アトランタ国際空港, オースティン・バーグストロム国際空港, ボルチモア・ワシントン国際空港, ジェネラル・エドワード・ローレンス・ローガン国際空港, シャーロット・ダグラス国際空港, シカゴ・オヘア国際空港, シカゴ・ミッドウェー国際空港, シンシナティ・ノーザンケンタッキー国際空港, ポート・コロンバス国際空港, ダラス・フォートワース国際空港, ダラス・ラブフィールド空港, デンバー国際空港, デトロイト・メトロポリタン・ウェイン・カウンティ空港, フォートローダーデール・ハリウッド国際空港, ジョージ・ブッシュ・インターコンチネンタル空港, ウィリアム・P・ホビー空港, インディアナポリス国際空港, ジャクソン・エヴァース国際空港, ジャクソンビル国際空港, マッカラン国際空港, ロサンゼルス国際空港, ルイビル国際空港, マイアミ国際空港, ジェネラル・ミッチェル国際空港, ミネアポリス・セントポール国際空港, ナッシュビル国際空港, ジョン・F・ケネディ国際空港, ラガーディア空港, ニューアーク・リバティー国際空港, オークランド国際空港, ジョン・ウェイン空港, オーランド国際空港, パームビーチ国際空港, フィラデルフィア国際空港, フェニックス・スカイハーバー国際空港, ピッツバーグ国際空港, ポートランド国際空港, T・F・グリーン空港, ローリー・ダーラム国際空港, サンディエゴ国際空港, ノーマン・Y・ミネタ・サンノゼ国際空港, シアトル・タコマ国際空港, セントルイス・ランバート国際空港 | アトランタ, オーバーンヒルズ, オーガスタ, ボルチモア, ベリンハム, ブルーミントン, ボストン, ボルダー, ボーリンググリーン, ビュフォード, シカゴ, コロンバス (ジョージア州), ダラス, デンバー, エディンバラ (インディアナ州), エジソン, エリザベスタウン (ケンタッキー州), エバンズビル (インディアナ州), フローレンス (ケンタッキー州), グリーンウッド (インディアナ州), フーバー (アラバマ州), ヒューストン, ジョーンズボロ (アーカンソー州), レイクウッド (コロラド州), ローレンスビル (ジョージア州), リトルトン (コロラド州), ローンツリー (コロラド州), ロサンゼルス, ルイビル, リンウッド (ワシントン州), メイコン (ジョージア州), マンチェスター (ニューハンプシャー州), マイアミ, モリーン (イリノイ州), ニューヨーク, ノースリトルロック (アーカンソー州), オクラホマシティ, フィラデルフィア, フェニックス (アリゾナ州), リバーサイド (カリフォルニア州), ロジャース (アーカンソー州), セイラム (ニューハンプシャー州), サンフランシスコ, サンノゼ, サバンナ (ジョージア州), スコッツデール (アリゾナ州), シアトル, スポケーン, スポケーンバレー, バンクーバー (ワシントン州), ワシントンD.C. |
| ベトナム       | ノイバイ国際空港, タンソンニャット国際空港 | |

### 渋滞状況
マップでは、地図上にリアルタイムの渋滞状況をすることができる。また、ターンバイターンナビゲーションでは、到着予定時刻を計算する際に遅延を考慮しており、渋滞時には迂回路を選択することもある。この機能をiOS 7（2013年9月18日リリース）で導入し、2019年6月時点で75カ国で利用可能となっている。

渋滞状況は以下の地域で利用可能となっている。
- アンドラ
- アルゼンチン
- オーストラリア
- オーストリア
- バーレーン
- ベルギー
- ブラジル
- ブルネイ
- ブルガリア
- カナダ
- チリ
- 中国
- コロンビア
- クロアチア
- チェコ
- デンマーク
- エジプト
- エストニア
- フィンランド
- フランス
- ドイツ
- ジブラルタル
- ギリシャ
- 香港
- ハンガリー
- アイスランド
- インド
- アイルランド
- イスラエル
- イタリア
- 日本
- ケニア
- クウェート
- ラトビア
- レソト
- リヒテンシュタイン
- リトアニア
- ルクセンブルク
- マカオ
- マレーシア
- マルタ
- メキシコ
- モナコ
- モロッコ
- モザンビーク
- オランダ
- ニュージーランド
- ナイジェリア
- ノルウェー
- オマーン
- ペルー
- フィリピン
- ポーランド
- ポルトガル
- カタール
- ルーマニア
- ロシア
- サンマリノ
- サウジアラビア
- シンガポール
- スロバキア
- スロベニア
- 南アフリカ
- スペイン
- スウェーデン
- スイス
- 台湾
- タイ
- トルコ
- アラブ首長国連邦
- イギリス
- ウクライナ
- ウルグアイ
- アメリカ
- バチカン市国
- ベトナム

### Look Around
「Look Around」機能は、360度の周囲の景色の画像を見渡しながらスムーズに移動することができる、パノラマ写真閲覧サービスである。Look Aroundは、2019年6月に開催されたWWDCでiOS 13とともに公開され、順次に対応都市が追加される予定である。
2020年8月5日からは、日本の東京都、大阪府、京都府、名古屋市と各周辺地域で利用可能になった。

### Apple Maps Connect
2014年10月、Appleは「Apple Maps Connect」と呼ばれるサービスを導入した。これにより、中小企業のオーナーは、自分のビジネスリストを登録し、場所や営業時間などのビジネス情報を編集することができるようになる。ユーザーがApple IDでログインすると、Appleマップのリストをアカウントにリンクするように促すプロンプトが表示される。データベースを検索し、自分のリストを見つけたり、見つからないリストをAppleのデータベースに追加したりすることができる。

## 市場シェア

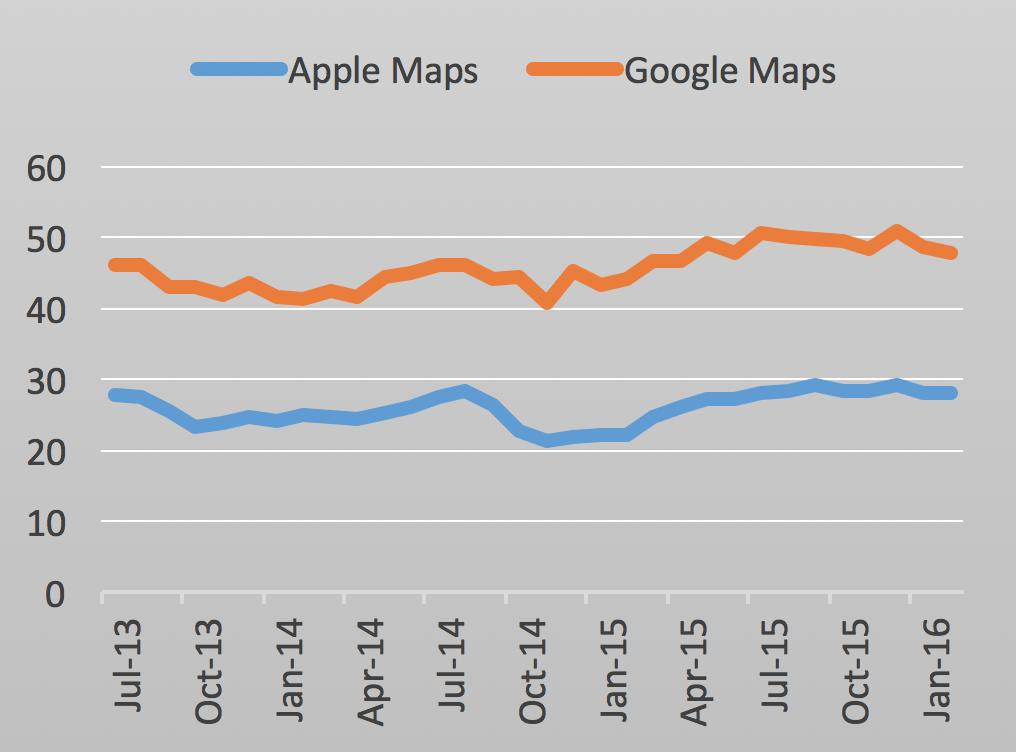
2013年7月から2016年2月までの間にAppleマップ（青）とGoogle マップ（オレンジ）を利用した米国のスマートフォンユーザーの割合を示したグラフ（データ：コムスコア）

コムスコアは、アメリカ合衆国におけるさまざまなウェブマッピングサービスの市場シェアを世論調査を用いて調査した。2012年9月にAppleマップが発表される前、iOS端末またはAndroid端末を持つアメリカ人は1億360万人で、そのうち8,100万人がGoogle マップを利用していた。コムスコアによると、後者の数字はAppleマップのリリースから1年後の2013年9月には5,870万人にまで落ち込んでいた。同時期のアメリカのAppleマップのユーザー数は3,500万人で、iOSまたはAndroid端末を持つ人は合計で1億3670万人となっていた。6,010万人のiPhoneユーザーのうち、830万人がGoogle マップを利用していた。しかし、それらのiPhoneユーザーの中には、端末がiOS 6にアップデートされていなかったため、Appleマップを利用できなかった人もいた。さらに、2013年7月から2016年2月にかけて行われたコムスコアの調査では、アメリカのスマートフォンユーザーの20％から30％がAppleマップを利用していたことが明らかになった（これには、Appleマップに対応していないOSを使用しているユーザーも含まれている）。同期間に、アメリカのスマートフォン所有者の40%から51%がGoogle マップを使用していると結論づけられた。
さらに、コムスコアはイギリスのiPhoneでのAppleマップの市場シェアを調査した。発売から1年後の2013年9月には、イギリスのiPhone所有者総数1,035万人のうち620万人以上がAppleマップを利用していた。イギリスのiPhoneユーザーは180万人を超え、Google マップはイギリスのiPhoneで2番目に大きなシェアを占めていた。
2013年の後半には, イギリスのインターネットサービスプロバイダのEEは、Appleマップは、4Gユーザーの64％と3Gユーザーの57％のイギリスでの市場シェアを持っていたと結論付けた。しかし、EEは、そのユーザーのうち何人がiPhoneを持っていたかを示していなかった。EEのその後の調査によると、2014年上半期には、iPhoneユーザーの間でAppleマップの市場シェアが増加していた。4Gでは70%、3Gでは76%であった。年の変わり目には、同じ値がそれぞれ73％と82％に達した。

## 初期の不正確さ
AppleのマップはiOS 6で2012年9月19日にリリースされたが、多くのAppleユーザーや評論家に、地図の不正確さやバグを理由に、激しい批判に晒された。Google ストリートビューや乗換案内といった、Google マップにはあった機能がなくなり、 次のような地図自体の致命的間違いが複数のメディアで報じられた。
世界では、以下のような不具合が指摘された。
- オーストラリア・シドニーのApple Storeの位置が間違っている[97]。
- 一番近いガソリンスタンドが、利用者の位置から76マイル（約122.2キロメートル）先に表示される[98]。
- アイルランド・ダブリンの農場が Airfield という名前のせいで空港とされる[99]。
- ワシントン記念塔が、実際に建っている場所から南に数百メートルずれる[99]。
- 2012年12月には、オーストラリアビクトリア州・ミルデューラの位置が、実際の位置から70kmもずれたマレー・サンセット国立公園（英語版）のステップ地帯に誤って表示された。この誤表示は、立往生した自動車の運転手が救援を求めたため、ビクトリア州警察が警告を発する事態に至っている[100]。
- アメリカ合衆国アラスカ州では、行き先をフェアバンクス国際空港に設定した利用者が、マップに従ったところ、空港の滑走路に侵入した事件も発生している[101]。

| 誤表示で「パチンコガンダム駅」があるとされた場所（青梅線の線路上） |  | 元「パチンコガンダム」の建物（昭島駅付近、解体済） |
| 誤表示で「パチンコガンダム駅」があるとされた場所（青梅線の線路上） |  | 元「パチンコガンダム」の建物（昭島駅付近、解体済） |

日本でも、以下のような地図データの不整合が指摘された。
- 紋別空港（オホーツク紋別空港）が「1号」と表示される[102]。
- 成田国際空港が「天神峰トンネル」と表示される[95]。
- 東京国際空港が「大王製紙」と表示される[99]。
- 業平橋駅（現・とうきょうスカイツリー駅）の隣に「東武鉄道東武館駅」が建つ[103]。
- 新宿駅の東側に「新宿西口駅」が建つ[104]。
- 総理大臣官邸前に日比谷高校が建つ[99]。
- 高円寺駅の東隣に中野電車区が駅扱いで表示される[95]。
- ゆりかもめ日の出駅、東京都公文書館が東京湾に水没している[105]。
- 代官山駅から離れた緑地の中に「代官山駅」が建つ[95]。
- 東急溝の口駅が「餃子の王将駅」と表示される[106]。
- 中部国際空港がハングルで「セントレア」と表示される[107]。
- 大阪国際空港が「阪神水道企業団」と表示される[106]。
- 福岡空港が「東那珂」と表示される[102]
- 佐賀空港が「空港公園」と表示される[102]。
- 熊本空港が「崇城大学」と表示される[102]。
- 宮崎空港が「緑松体育館」と表示される[102]。
- 鹿児島空港が「出光」と表示される[102]。
- 魚釣島が二重に表示される[108]。
- 実在しない鉄道駅が表示され、昭島駅付近に「パチンコガンダム駅」、市ケ谷駅付近の外濠内に「スターバックス駅」「マクドナルド駅」、奥沢駅付近に「バーミヤン駅」などが表示される[109][110][111]。

地図の3D表示にも、完全な歪みがある例がいくつかあり、ブルックリン橋のような象徴的な建築物が潰れて見えることがある。
アメリカ合衆国ワシントン州にあるタコマナローズ橋の3D映像が崩壊していることに関し、ワシントン州運輸局は「#ios6 の見解は異なるかもしれませんが、タコマナローズ橋が溶け出しているといった事実は全くありません」と公式Twitterでツイートを行った。
日本では、東京タワー・大阪城・さっぽろテレビ塔・通天閣・名古屋城が「ただの高層ビルの形」で表示されたり、東京スカイツリーが建っていない3D映像が表示されている。
また地球の衛星写真のいくつかの部分が、完全に雲に覆われている。
アプリケーションの欠陥部分をスクリーンショットで指摘し、それをカバーするtumblr上のブログもある。

### Appleの対応
これらの批判に対し、Appleは声明を発表し、地図を継続的に改善することや、利用者からのフィードバックを全て認識していると声明を出したが、2012年9月28日、AppleCEOのティム・クックは、地図アプリケーションについて公式サイトで謝罪すると共に、Appleが地図を改善するまで、iOS 6ユーザーにGoogle マップなど「サードパーティー製の地図アプリケーションを使用することを提案する」メッセージを、自社公式ウェブサイトに掲載した。それでも全世界的にも不具合報告やユーザーからの苦情が多発、Apple上級副社長のスコット・フォーストールを解雇する事態に発展した。
2016年6月、エディー・キューはFast Companyとのインタビューで、Appleは「その複雑さを完全に過小評価していた」と述べている。また、マップの問題をきっかけに「すべての開発プロセスを大幅に変更することになった」とも語っている。マップのリリース後、AppleはiOSとOS X（現在のmacOS）の新バージョンのベータ版を公開し始めた。さらにキューは、リリース前からApple幹部は、独自の地図サービスを持つべきかどうかについて長い間議論していたとコメントしている。その1カ月後、ティム・クックはワシントン・ポスト紙のインタビューでAppleマップの立ち上げを振り返り、「Appleマップは間違いだった」と述べている。クックは、Appleは間違いを認め、マップは改善されたため今では同社の誇りとなっていると付け加えている。

### TomTomの対応
地図データの主要な提供者であるTomTomも、批判を受けた。TomTomのユーザーエクスペリエンスデザインの責任者であるケース・ヴァン・ドックは2013年4月、テクノロジーニュースサイトのTechRadarに対し、Appleに問題があると語った。ヴァン・ドックによると、Appleは独自のマップを作成するために、あまりにも多くのデータソースを組み合わせようとしていたという。